# Otagi Nenbutsu-ji

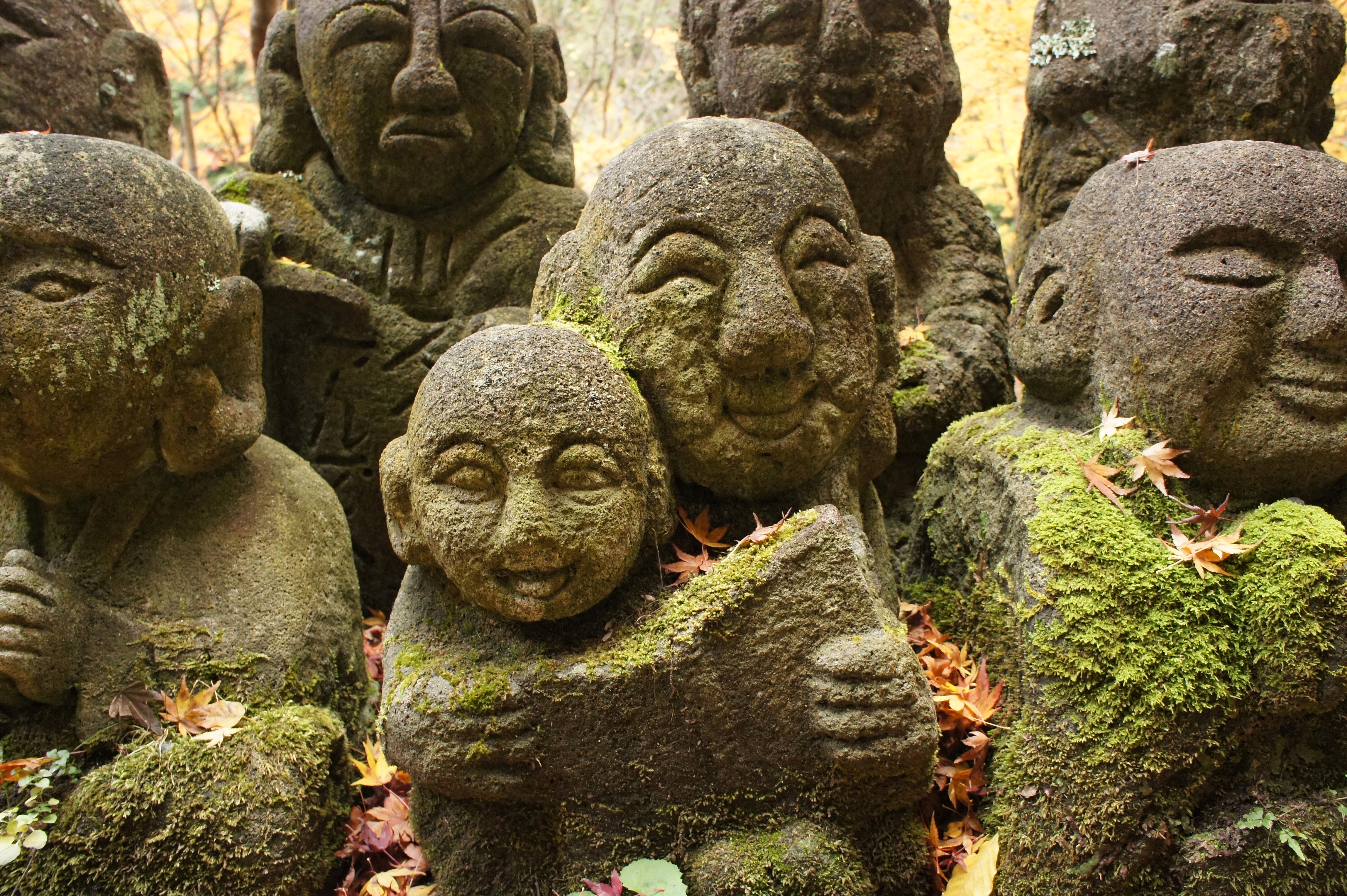
Sculptures rakan

Le Otagi Nenbutsu-ji (japonais : 愛宕念仏寺) est un temple bouddhiste situé dans Arashiyama près de Kyoto au Japon.
Otagi Nenbutsu-ji est fondé par l'impératrice Shōtoku au milieu du VIIIe siècle. Bien que détruit par une inondation de la rivière Kamo, il est reconstruit comme branche du Enryaku-ji voisin. Au XIIIe siècle, il est de nouveau détruit au cours d'une guerre civile. Le temple est déplacé à son emplacement actuel après des dommages causés par un typhon.
La porte du temple présente deux statues de farouches niō. À l'intérieur du temple se trouvent plus de 1 200 statues en pierre de rakan, les premiers disciples du Bouddha à s'être éveillés. Ces statues, dans le respect des traditions Rakan, sont généralement humoristiques et kawaii. Les sculptures ont été données en 1981 en l'honneur de la rénovation du temple. La plupart ont été sculptées par des amateurs.